# NGC 4178
NGC 4178 is een balkspiraalstelsel in het sterrenbeeld Maagd. Het hemelobject werd op 11 april 1825 ontdekt door de Britse astronoom John Herschel.

## Synoniemen
- IC 3042
- UGC 7215
- MCG 2-31-50
- ZWG 69.88
- VCC 66
- PGC 38943